# Occupation japonaise du Cambodge
L'occupation japonaise du Cambodge (khmer : ការត្រួតត្រារបស់ជប៉ុននៅកម្ពុជា) est la période de l'histoire cambodgienne sous domination japonaise pendant la Seconde Guerre mondiale. La France vichyste, qui était un État client de l'Allemagne nazie, a nominalement maintenu le protectorat français sur le Cambodge et d'autres parties de l'Indochine pendant la majeure partie de l'occupation japonaise. Ce territoire du Cambodge a été réduit, par des concessions à la Thaïlande après la guerre franco-thaïlandaise, en excluant la province de Stung Treng, la province de Battambang et la province de Siem Reap.
La libération de Paris eut lieu à la fin de l'été 1944 et au début de 1945, un coup d'État japonais en Indochine française provoqua la séparation officielle du Cambodge de la France nouvellement libérée. Le Cambodge se déclara « nation indépendante » et la présence militaire japonaise continua pendant le bref reste de la guerre.
L'occupation japonaise au Cambodge dura de 1941 à 1945 et, en général, la population cambodgienne échappa aux brutalités infligées aux civils par les occupants japonais dans d'autres pays d'Asie du Sud-Est. Après le renversement du gouvernement colonial nominal de l'Indochine française en 1945, le Cambodge devint un État fantoche pro-Tokyo jusqu'à la capitulation du Japon.

## Contexte historique
La guerre franco-thaïlandaise de 1940–41 laissa les autorités coloniales indochinoises françaises dans une position de faiblesse. Le gouvernement de Vichy signa un accord avec le Japon pour permettre le transit militaire japonais à travers l'Indochine française et pour stationner des troupes dans le nord du Vietnam jusqu'à une limite de 25 000 hommes.
Pendant ce temps, le gouvernement thaïlandais, sous la direction pro-japonaise du maréchal Plaek Phibunsongkhram, et renforcé en vertu de son traité d'amitié avec le Japon, profita de la position affaiblie de la France et envahit les provinces de l'ouest du Cambodge pour lesquelles il avait des revendications historiques. À la suite de cette invasion, Tokyo accueillit la signature d'un traité en mars 1941 qui obligeait formellement les Français à abandonner les provinces de Battambang, Siem Reap, Koh Kong ainsi qu'une étroite extension de terre entre le 15e parallèle et les montagnes Dangrek dans la province de Stung Treng.
En conséquence, le Cambodge perdit près d'un demi-million de citoyens et un tiers de son ancienne superficie au profit de la Thaïlande.

## Occupation japonaise
En août 1941, l'armée impériale japonaise entre dans le protectorat français du Cambodge et établit une garnison de 8 000 hommes. Malgré leur présence militaire, les autorités japonaises ont permis aux fonctionnaires coloniaux français de Vichy coopérants de rester à leurs postes administratifs.
Le 20 juillet 1942, une importante manifestation anti-française eut lieu à Phnom Penh après l'arrestation d'un éminent moine, Hem Chieu, pour avoir prétendument prêché des sermons séditieux à la milice coloniale. Les autorités françaises ont arrêté le chef de la manifestation, Pach Chhoeun, et l'ont exilé dans l'île-prison de Con Son. Pach Chhoen était un intellectuel cambodgien respecté, associé à l'Institut bouddhiste et fondateur de Nagaravatta, le premier journal ouvertement politique en langue khmère en 1936, avec Sim Var. La manifestation comportant de nombreux moines, elle est surnommée la « guerre des parapluies ».

### Royaume collaborateur du Kampuchea
Le 9 mars 1945, pendant les phases finales de la guerre, le Japon a renversé la domination française en Indochine. Les administrateurs coloniaux français ont été relevés de leurs positions et les forces militaires françaises ont reçu l'ordre de désarmer. L'objectif était de raviver le soutien en baisse des populations locales à l'effort de guerre de Tokyo en encourageant les dirigeants autochtones à proclamer leur indépendance.
Le 13 mars, le jeune roi Norodom Sihanouk proclama un royaume indépendant du Kampuchea (en changeant le nom officiel du pays en français de Cambodge à Kampuchea) à la suite d'une demande formelle des Japonais. Peu de temps après, le gouvernement japonais ratifia officiellement l'indépendance du Cambodge et établit un consulat à Phnom Penh. Le décret de Sihanouk supprima les précédents traités franco-cambodgiens tout en promettant la coopération et l'alliance de son pays nouvellement indépendant avec le Japon.
Le nouveau gouvernement a supprimé la romanisation de la langue khmère que l'administration coloniale française commençait à imposer et a officiellement rétabli l'écriture khmère. Cette mesure prise par l'autorité gouvernementale éphémère serait populaire et durable, car depuis lors, aucun gouvernement au Cambodge n'a tenté de romaniser à nouveau la langue khmère. D'autres changements ont inclus le rétablissement du calendrier lunaire bouddhiste.
Norodom Sihanouk occupa également le poste de Premier ministre à partir du 18 mars 1945. Cependant, Son Ngoc Thanh, un autre des hommes derrière Nagaravatta qui avait fui au Japon à la suite des manifestations anti-françaises de 1942, était revenu en avril 1945 pour servir comme ministre des Affaires étrangères. Son Ngoc Thanh prendra le poste de Premier ministre après la capitulation du Japon, servant jusqu'à la restauration française en octobre 1945,.
L'occupation japonaise du Cambodge prit fin avec la capitulation officielle du Japon en août 1945. Après l'entrée des unités militaires alliées au Cambodge, les forces militaires japonaises présentes dans le pays ont été désarmées et rapatriées. Les Français purent réimposer l'administration coloniale à Phnom Penh en octobre de la même année. Après avoir arrêté Son Ngoc Thanh pour collaboration avec les Japonais le 12 octobre, les autorités coloniales françaises l'ont exilé en France, où il vécut en résidence surveillée. Certains de ses partisans entrèrent dans la clandestinité et s'enfuirent vers le nord-ouest du Cambodge, sous contrôle thaïlandais, où ils durent finalement unir leurs forces dans un groupe indépendantiste, le Khmer Issarak. Ce mouvement nationaliste anti-français et politiquement hétérogène fut organisé avec le soutien de la Thaïlande, mais se scinda ensuite en factions.